# Vaniputhur
Vaniputhur es una ciudad y nagar Panchayat situada en el distrito de Erode en el estado de Tamil Nadu (India). Su población es de 12044 habitantes (2011).

## Demografía
Según el censo de 2011 la población de Vaniputhur era de 12044 habitantes, de los cuales 5937 eran hombres y 6107 eran mujeres. Vaniputhur tiene una tasa media de alfabetización del 67,94%, inferior a la media estatal del 80,09%: la alfabetización masculina es del 75,50%, y la alfabetización femenina del 60,63%.